# Ulrich Laaser
Ulrich Laaser (* 1. Februar 1941 in Königs Wusterhausen) ist ein deutscher Epidemiologe und Gesundheitswissenschaftler. Er gehört zu den Mitbegründern der Fakultät für Gesundheitswissenschaften der Universität Bielefeld.

## Werdegang
Ulrich Laaser studierte nach dem Abitur am Kant-Gymnasium in Berlin-Spandau Medizin in Berlin, Freiburg, Hamburg und Tübingen, wo er 1967 zum Dr. med. promoviert wurde. In den Jahren 1969 und 1970 erwarb er Qualifikationen an der London School of Hygiene and Tropical Medicine (Diploma of Tropical Medicine & Hygiene) sowie an der Johns Hopkins Bloomberg School of  Public Health in Baltimore, USA (Master of Public Health). Von 1975 bis 1980 publizierte er als Mitarbeiter von Werner Kaufmann an der Medizinischen Poliklinik der Universitätsklinik Köln, wo er sich 1980 mit einer Arbeit zu Risikofaktoren für Herz-Kreislauferkrankungen im Fach Epidemiologie in der Inneren Medizin habilitierte und 1988 zum außerplanmäßigen Professor ernannt wurde. 1981 leitete er die Abteilung für Epidemiologie, Statistik und Transferforschung des Deutschen Instituts zur Bekämpfung des hohen Blutdrucks in Heidelberg.
Von 1986 bis 1994 leitete Laaser das Institut für Dokumentation und Information über Sozialmedizin und Öffentliches Gesundheitswesen in Bielefeld (Vorgänger des Landesinstituts für den Öffentlichen Gesundheitsdienst NRW). In diesem Rahmen war er maßgeblich an der Planung für neue Formen der Public Health-Ausbildung beteiligt. 1994 gehörte er gemeinsam mit Klaus Hurrelmann, Bernhard Badura und Ulrich Wolters zu den Gründungsmitgliedern der Fakultät für Gesundheitswissenschaften der Universität Bielefeld. 1998 wurde er Fakultätsmitglied und Leiter der Arbeitsgruppe  Epidemiologie & International Public Health. Er lebt in Belgrad.

## Mitgliedschaften und ehrenamtliche Tätigkeit
Ulrich Laaser war unter anderem Präsident (1993 bis 1995) der Association of Schools of Public Health in the European Region (ASPHER), Gründungsmitglied und Vorsitzender (1997 bis 2001) des Deutschen Verbandes für Gesundheitswissenschaften und Public Health (DVGPH, zuvor DVGE),  Mitglied des Executive Board der World Federation of Public Health Associations (WFPHA) sowie Mitglied und Sprecher der Kommission für Internationale Zusammenarbeit der Deutschen Gesellschaft für Public Health (DGPH).

## Auszeichnungen (Auswahl)
- 1978: Hufeland-Preis
- 2008: Andrija Stampar Medal der Association of Schools of Public Health in the European Region[13]
- 2023: Lifetime Achievement Award for Excellence in Global Health der World Federation of Public Health Associations[14]